# Ruslan Mingazow
Ruslan Kamilýewiç Mingazow (russisch Руслан Камильевич Мингазов; auch Ruslan Mingazov geschrieben; * 23. November 1991 in Aşgabat) ist ein turkmenischer Fußballspieler, der seit 2022 bei Kitchee SC in der Hong Kong Premier League unter Vertrag steht.

## Verein
Ruslan Mingazow begann das Fußballspielen in seiner Heimatstadt Aşgabat, die auch Hauptstadt von Turkmenistan ist. Beim FC Aşgabat gewann er 2007 sowie 2008 die turkmenische Meisterschaft und erreichte das Halbfinale des internationalen AFC Presidents Cup, das er mit seinem Team gegen Regar TadAZ aus Tadschikistan verlor. Im Jahr 2009 wechselte er zum lettischen Verein Skonto Riga und wurde dort in den folgenden Jahren jeweils einmal Meister sowie Pokalsieger. Anschließend spielte er von 2014 bis 2019 für die tschechischen Vereine Slavia Prag, FK Mladá Boleslav und den 1. FK Příbram. Mit Slavia gewann er auch jeweils die Meisterschaft und den nationalen Pokal. Ab 2020 war er in Kasachstan für Irtysch Pawlodar, Schachtjor Qaraghandy und Kaspij Aqtau aktiv. Im Februar 2022 unterschrieb er einen Vertrag bei Kitchee SC in der Hong Kong Premier League. Am Ende der Saison 2022/23 feierte er mit Kitche das nationale Triple aus Meisterschaft, Pokal sowie dem Superpokal. Mit 17 Treffern wurde er außerdem zusammen mit zwei weiteren Spielern Torschützenkönig der Liga.

## Nationalmannschaft
Für die A-Nationalmannschaft von Turkmenistan spielte er von 2009 bis 2023. Sein erstes Spiel machte er in der AFC-Challenge-Cup-Qualifikation gegen die Malediven, sein erstes Tor erzielte er gegen Bhutan. Insgesamt absolvierte Mingazov 30 Partien und traf dabei sechs Mal.

## Erfolge
FC Aşgabat
- Turkmenischer Meister: 2007, 2008

Skonto Riga
- Lettischer Meister: 2010
- Lettischer Pokalsieger: 2012

Slavia Prag
- Tschechischer Meister: 2017
- Tschechischer Pokalsieger: 2018

Kitchee SC
- Hong Kong Premier League: 2022/23
- Hong Kong FA Cup: 2022/23
- Hong Kong Senior Challenge Shield: 2022/23, 2023/24

## Auszeichnungen
Hong Kong Premier League
- Torschützenkönig: 2022/23 (17 Tore)

The Hong Kong Football Association
- Fußballer des Jahres: 2023